# Верхоупье
Верхоупье — село в Воловском районе Тульской области России.
В рамках административно-территориального устройства является центром Верхоупского сельского округа Воловского района, в рамках организации местного самоуправления входит в Двориковское сельское поселение.

## География
Расположено у истока реки Упа, правого притока Оки, в 6 км к северо-западу от районного центра, посёлка городского типа Волово, и в 68 км к юго-востоку от областного центра, г. Тулы.
В селе имеется стационарное отделение для граждан пожилого возраста и инвалидов (по типу «дом-интернат) ГУ ТО «Комплексный центр социального обслуживания населения №3».

## Население
| 2002 | 2010 |
| ---- | ---- |
| 553  | ↘505 |

## История
В 1859 году в селе было 178 дворов, где жили 901 мужчин и 926 женщин.
С 2006 до 2011 гг. село было центром Верхоупского сельского поселения.

## Достопримечательности
- Свято-Введенский храм. Каменный однопрестольный храм был построен в 1881 году на средства прихожан и некоторых благотворителей. В приход храма входили: село Верхоупье и деревни Красная слобода, Рогачи, Щелкуновка. Приход был образован из крестьян графа Бобринского, переселённых из с. Люторицы Епифанского уезда и других имений. Первый деревянный храм построен в 1767 году.
- В 1888 году некоторыми прихожанами по чувству признательности и благодарности к императору Александру II была построена кирпичная часовня, в которой находилась икона Святого князя Александра Невского. В годы[какие?]  советской власти, как и многие другие, храм был закрыт, духовенство[кто?] арестовано и угнано в лагеря[какие?] и тюрьмы[какие?]. В храме сделали зернохранилище, взорвали колокольню, разрушили церковно-приходской дом. С 1993 года церковная жизнь в разрушенном храме возобновилась, в нём совершаются Богослужения. Священник — Александр Бочаров.
- Памятник погибшим землякам. Состояние памятника — удовлетворительное.